# Máy tình dục
Máy Tình dục, còn được gọi là sex machine, hoặc fucking machine, là một thiết bị cơ học được sử dụng để mô phỏng quan hệ tình dục của con người hoặc hoạt động tình dục khác.
Các thiết bị được dùng để đâm xuyên hoặc các cách tiếp xúc khác. Một máy đâm xuyên điển hình hoạt động bằng cách chuyển lực quay hoặc lực tịnh tiến từ động cơ sang chuyển động định hướng, và đâm xuyên bởi một dương vật giả. Loại giống máy dập đinh cầm tay được gọi là fucksaw, loại máy giống máy khoan được gọi là drilldo và loại máy giống máy cưa gọi là jillsaw. Các loại máy này hoạt động giống như một máy vắt sữa và có thể được gắn vào dương vật, vú hoặc bộ phận cơ thể khác.

## Lịch sử và sử dụng

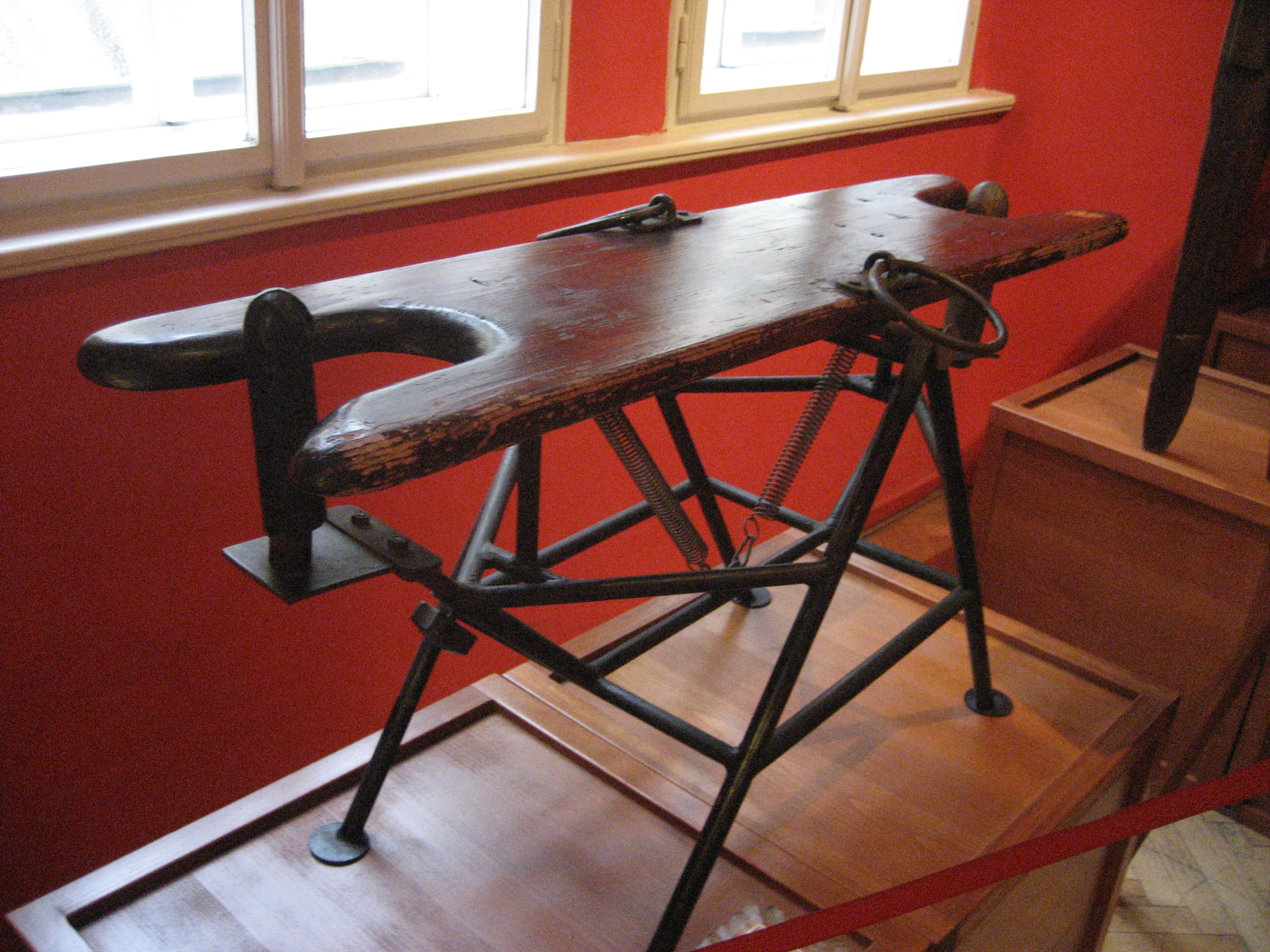
Lịch sử

Máy rung ban đầu được phát minh để điều trị chứng cuồng loạn ở phụ nữ Victoria (Victorian women) thông qua cực khoái y tế từ việc xoa bóp âm vật. Những thiết bị cơ khí ban đầu này lớn hơn và mạnh hơn nhiều so với máy rung hiện đại và lần đầu tiên được sử dụng bởi các bác sĩ và trở nên phổ biến trong các nhà tắm ở châu Âu và Mỹ vào đầu thế kỷ 20. Các phiên bản nhỏ gọn hơn, chạy bằng điện sau đó xuất hiện ngắn gọn dưới dạng hỗ trợ sức khỏe trong danh mục của cửa hàng bách hóa.
Các thiết bị kích thích tình dục tự động hiện đại khác với máy rung vì chúng thâm nhập và tiếp xúc theo nhiều cách. Những thiết bị này đôi khi được sử dụng như một phần của trò chơi nô lệ hoặc khiêu dâm. Teledildonics kết hợp sử dụng các máy tình dục khác nhau và web interface, được sử dụng từ xa bởi đối tác. Máy tình dục hiện đại trên thị trường bao gồm máy bơm chân không, dụng cụ cung cấp các cú sốc điện tác động núm vú và bộ phận sinh dục, và búp bê nam và búp bê nữ bơm hơi có kích thước thật với các lỗ thông hơi và rung.

## Nguy cơ chấn thương
Vào năm 2009, một người phụ nữ đến từ Maryland đã yêu cầu cứu thương y tế sau khi lưỡi dao của máy tình dục tự chế cắt qua dương vật giả bằng nhựa và đã gây ra chấn thương âm đạo nghiêm trọng cho cô.

## Trong văn hóa đại chúng

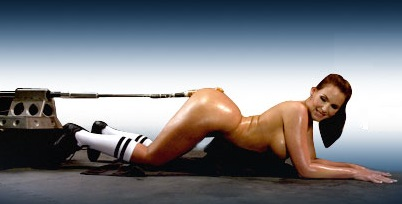
Một phụ nữ với máy tình dục

Trong bộ phim Burn After Reading năm 2008, nhân viên Kho bạc Hoa Kỳ Harry Pfarrer xây dựng một "chiếc ghế dương vật giả" chạy bằng bàn đạp. Trang web khiêu dâm Fucking Machines đã đăng tải trên báo chí chính thống như là một nguồn thông tin và mô tả về việc sử dụng chúng.
Năm 2011, J. Michael Bailey đã cung cấp một diễn đàn diễn thuyết trực tiếp thiết bị máy tình dục cho lớp học của mình tại Đại học Tây Bắc (Northwestern University), dẫn đến việc đưa tin khắp thế giới, câu hỏi liệu khóa học đại học có phù hợp và vấn đề tự do học thuật.